# アボラ (神)
アボラ（Abora）は、ラ・パルマ島（カナリア諸島）のグアンチェ族に古くから伝わる太陽神の名である。

## 最高神
アボラ（イブル、Ibru ）は、パルマ島のグアンチェ族の宗教の最高神の名である 。同じカナリア諸島でも、テネリフェ島のグアンチェ神話では、最高神はアチャマン（Achamán）と呼ばれていた。
アボラの名は、フランシスコ会士のフアン・デ・アブレウ・ガリンドが記して1632年に出版された「カナリア七島の征服史 Historia de la Conquista de las Siete Islas de Canaria」に次のように記されている。
```
これらのパルマ人たちは偶像を崇拝し、君主はその領内に礼拝所を持っていた。彼らは多くの石材を積み上げてピラミッドとなし、限界まで高くしていた。彼らはみなその石積みの周りに集って踊り、哀歌と戦歌を歌った。しかし彼らは実際には天上にいる何者かを崇めていることを決して忘れなかった。彼らの理解するところによれば、天上にいる者の名はアボラであった。
```

## 由来する命名
- ドイツの探検家、ドミニク・ゲルリッツ（Dominique Görlitz）の葦船「アボラ」（Abora）